# Sauwald
Der Sauwald ist der größte südlich der Donau liegende Teil der Böhmischen Masse in Oberösterreich. Der Plateaurücken zieht sich von Passau und Schärding am Inn bis nach Aschach an der Donau und Eferding.

## Namensherkunft: Passauer Wald
Volksetymologisch wird der Name als sich von den (ehemals ansässigen) Wildschweinen ableitend gedeutet, doch vermutlich rührt der Ausdruck vom älteren Namen Passauer Wald. Das ganze Gebiet war immer in enger Verbindung mit dem Bistum Passau bzw. der Stadt Passau.

## Geografie
Der Sauwald verläuft etwa 40 km parallel zum Donautal, seine Breite beträgt 10–20 km, seine Fläche rund 460 km². Das Landschaftsprofil fällt nach Norden hin steil zur Donau ab (Durchbruchstal Roninger Leiten), in alle anderen Richtungen laufen die Hügel etwas sanfter ins Umland, das oberösterreichische Alpenvorland, aus. Trotzdem lässt sich immer eine klare Abgrenzung des Massivs in der Natur ausmachen. Das Mittelgebirge findet seine westliche Fortsetzung im westlich des Inns auf bayerischem Gebiet liegenden Neuburger Wald.
Die höchsten Kuppen ragen über 800 m Seehöhe. Der Haugstein (im Süden der Gemeinde Vichtenstein) ist 895 m ü. A. hoch.
Die höchsten Berge der südöstlichen Hälfte sind Großer Schefberg (791 m) und Feichtberg (777 m); auf letzterem steht eines der drei zivilen Flugsicherungsradare Österreichs.
Politisch gesehen liegt der Sauwald in drei Bezirken: Großteils bildet er den Norden des Bezirks Schärding, der Rest liegt in den nordwestlichen Teilen der Bezirke Grieskirchen und Eferding. 
Folgende Gemeindegebiete liegen größtenteils im Sauwald (alphabetisch nach Bezirken sortiert):
Brunnenthal, Engelhartszell, Esternberg, Freinberg, Kopfing, Münzkirchen, Rainbach im Innkreis, Schardenberg St. Ägidi, St. Roman, Vichtenstein, Waldkirchen, Wernstein am Inn, Eschenau, Natternbach, Neukirchen, St. Agatha, St. Willibald, Haibach und Stroheim. 
Im Volksmund wird Münzkirchen auch als „die Hauptstadt des Sauwalds“ bezeichnet.
Charakteristik:
- Plateauartige Erhebung der böhmischen Masse südlich der Donau.
- Malerische Konglomeratformationen als Naturdenkmal, Granit-Steinbrüche und Schottergruben sind zu finden
- Hoher Waldanteil mit überwiegend Fichtenforsten. Bewaldete Blockhalden und Felsköpfe sind zu finden. Buchen- und Eichen-Hainbuchenwälder sind selten und eher in Steillagen zu finden. Es existieren auch Sumpfwälder mit Schwarzerlen. Tannenwälder treten nordseitig auf.
- Das Fließgewässernetz ist dicht und unreguliert. Gegen Süden hin gruben die Bäche Kerbtäler. Am Plateau bilden die Bäche Mäander und besitzen Uferbegleitgehölze.
- Kulturlandschaftselemente sind selten und wenn, dann nur lokal zu finden (zum Beispiel Heckenlandschaft bei Au, Gemeinde St. Roman).
- Landwirtschaftlich wird das Gebiet als Grünland genutzt, Ackerbau ist kaum vorhanden.
- Es existieren noch Reste von Feuchtwiesen und kleine Moore. Mitunter sind auch Teichanlagen vorhanden
- Eine Zersiedlung gibt es nur rund um die Ortschaften

### Umgrenzung und benachbarte Regionen
Der Sauwald entspricht einer oberösterreichischen Raumeinheit. Sie ist von folgenden OÖ Raumeinheiten umgeben (im Uhrzeigersinn):
- Donauschlucht und Nebentäler im Norden, die Region greift im Westen mit einigen Seitentälern in den Sauwald ein, im Osten trennt sie in den Schluchten von Adlersbach (Freyentalerbach) und der Aschach zwei Teilbereiche ab
- Südliche Mühlviertler Randlagen, begleitet in mehreren Teilstücken die Südostabdachungen
- Eferdinger Becken im Osten
- Inn- und Hausruckviertler Hügelland im Süden
- Inntal im Westen, mit einem Stück Grenzlage zu Bayern

Die Grenze bilden dabei im Nord- und Nordosten die Steilabbrüche zur Donau, im Süden folgt die Abgrenzung dem Übergang vom Kristallin zum Vorlandmolasse auf Höhen zwischen 300–450 m.
Nach der Gebirgsgruppengliederung nach Trimmel wird der Sauwald als Nr. 1579 geführt (den Obergruppen 1570 Flyschgebiet und Alpenvorland zwischen Salzach und Traun und der südlich anschließenden Großgruppe 1500 Östliche Salzkammergutalpen beigestellt). Die orographisch ausgelegte Umgrenzung (sie umfasst auch den Kürnberger Wald bei Linz) gilt als Südgrenze zum Vorland zwischen Inn und Traun (Nr. 1578):
Schärding – Pram aufwärts (bei Allerding südlich der Pram Vielsassing – Unterteufenbach – Samberg – Furth zurück zur Pram) – Taufkirchen bis Einmündung Pfudabach – Grubmühle bis Sigharting – Straße südöstlich über Unterhaigen bis Bründl (Gemeinde Raab) – Wiesenbach bis Gautzham – Straße über Aichet bis Asing bei Peuerbach – Steegenbach bis Bruck a.d. A. – Faule Aschach – Aschach über Waizenkirchen bis Punzing – Prambach bis Prambachkirchen – Straße über Obergallsbach, Mittergallsbach – südlich zum Lengauer Bach, vereinigt mit Dachsberger Bach über Kalköfen zum Innbach und diesen abwärts
Die Linie folgt weitgehend dem Verlauf der B 129 Eferdinger Straße und verläuft etwas südlicher als die Grenze der oberösterreichischen Raumgliederung.

### Gliederung
Die Region Sauwald lässt sich in drei Zonen unterteilen:
- Westsauwald: Auf dem kristallinen Untergrund liegen ausgedehnte Schlier- und Schotterdecken
- Hochsauwald: Stark bewaldeter Höhenrücken mit einem deutlich raueren Klima und höheren Niederschlagsmengen
- Ostsauwald: Der kristalline Untergrund liegt weitgehend frei und ist trockener

## Klima
Der Sauwald zeichnet sich durch ein Subatlantisches Klima (Mitteleuropäisches Übergangsklima) aus, mit ausgeglichener, feuchter Witterung mit vorherrschend Westwetterfronten: vom Föhn des Südens ist er durch den Hausruck, von den polaren Nordeinflüssen durch den Böhmerwald abgeschirmt. Die jährliche Niederschlagsmenge liegt bei rund 1000 mm auf, nur im Zentralraum des Hochsauwalds bis 1200 mm.

## Wirtschaft und Fremdenverkehr
Wirtschaftlich dominieren die Landwirtschaft, Forstwirtschaft sowie etwas Tourismus. Diverse Betriebsansiedlungen und die Nähe zu den (kleineren) umliegenden wirtschaftlichen Zentren setzten zusätzliche Impulse.
Es gibt den in Radsportkreisen bekannten Sauwaldman, der mit 130 km/1900 Höhenmeter und 78 km/1000 Höhenmeter eine Herausforderung für die Radsportler darstellt.

### Landwirtschaft
In der Landwirtschaft ist besonders der Erdäpfelanbau hervorzuheben. Während in den Jahren bis 1980 vorwiegend Erdäpfel für Saatgut angebaut wurde, bildete sich im Folgenden eine eigene Zucht mit den Sauwald Erdäpfeln heraus. Die Art wurde vorerst als Wortbildmarke geschützt. Heute ist sie im Hintergrund dieses Traditionelles Wissens im Register der Traditionellen Lebensmittel eingetragen. Mit diesem Hintergrund wurde diese Region mit der gleichnamigen Bezeichnung im Jahr 2005 Bestandteil der Genussregion Österreich.

## Sehenswürdigkeiten
- Baumkronenweg Kopfing
- Forellenzirkus in Engelhartszell

## Medien
- Im Jahr 1976 entstand ein Film mit dem Titel Der Sauwald unter der Regie von Karin Brandauer, mit teilweise gesprochenen Texten von Klaus Maria Brandauer.
- Fernseh- und Radio-Sender Schardenberg.